# Yuannan, Guangdong
Yuannan är en köping i sydöstra Kina. Det ligger i stadsdistriktet Yuancheng i staden Heyuan i provinsen Guangdong, omkring 160 kilometer nordost om provinshuvudstaden Guangzhou. Antalet invånare är 55 839. Befolkningen består av 28 483 kvinnor och 27 356 män. Barn under 15 år utgör 14,0 %, vuxna 15-64 år 80 %, och äldre över 65 år 4,0 %.